# Denis Mahon
Pour les articles homonymes, voir Mahon.
Denis Mahon, né le 8 novembre 1910 et mort le 24 avril 2011, est un historien de l'art britannique. Issu d'une riche famille anglo-irlandaise, grand collectionneur d'art italien, il contribue par son action et ses écrits à faire redécouvrir des artistes baroques et pré-baroques, notamment auprès du public britannique qui s'en était éloigné sous l'influence de John Ruskin.

## Carrière
Fervent défenseur de la cause des musées publics, pour lesquels il réclame inlassablement la gratuité d'accès, il est nommé à deux reprises administrateur de la National Gallery de Londres et s'emploie à réaliser d'importantes acquisitions comme l'Adoration des bergers de Guido Reni, et Salomé avec la tête de saint Jean-Baptiste de Caravage. Spécialiste de l'art italien du XVIIe siècle et en particulier du Guerchin (Giovanni Francesco Barbieri), il s'intéresse également de près aux œuvres des frères Carrache, de Caravage et de Poussin.
Il meurt âgé de 100 ans, léguant aux grands musées anglais l'intégralité de sa collection de tableaux, sous condition de toujours les laisser en accès libre et gratuit au public.

## Distinctions
- Knight Bachelor

## Ouvrages
- Studies in Seicento Art and Theory, 1947[4].